# Shepard Fairey

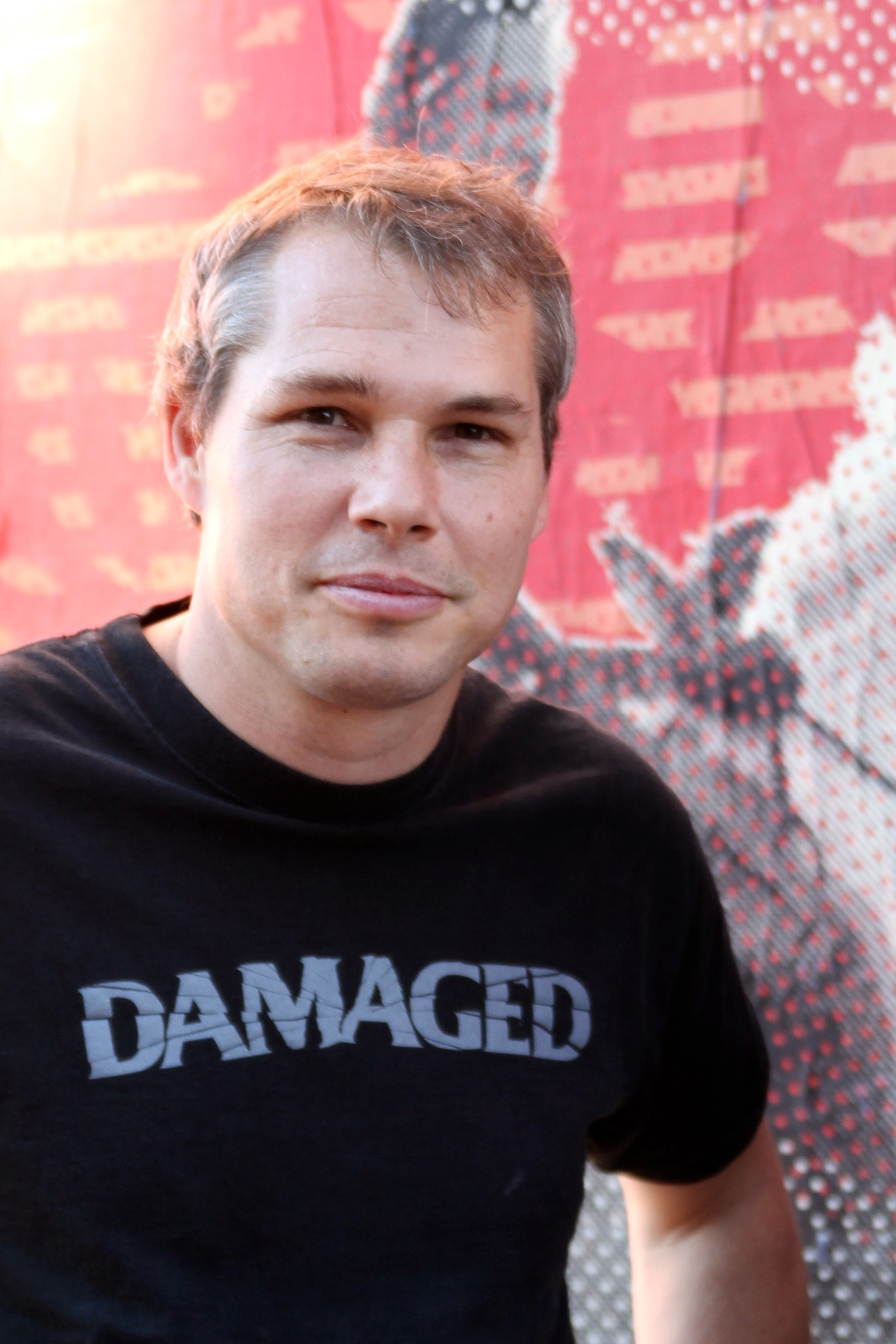
Shepard Fairey (2011)

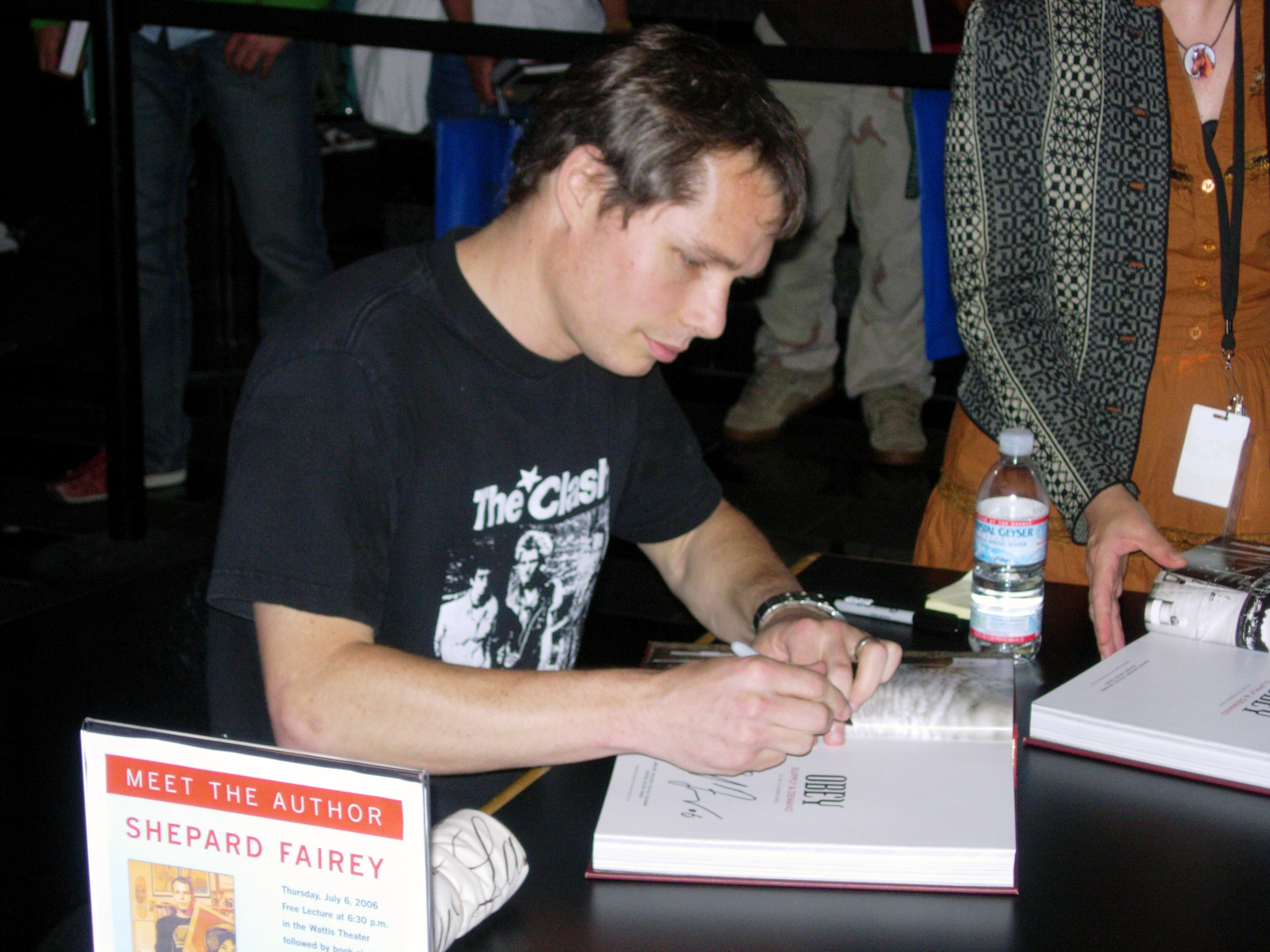
Shepard Fairey

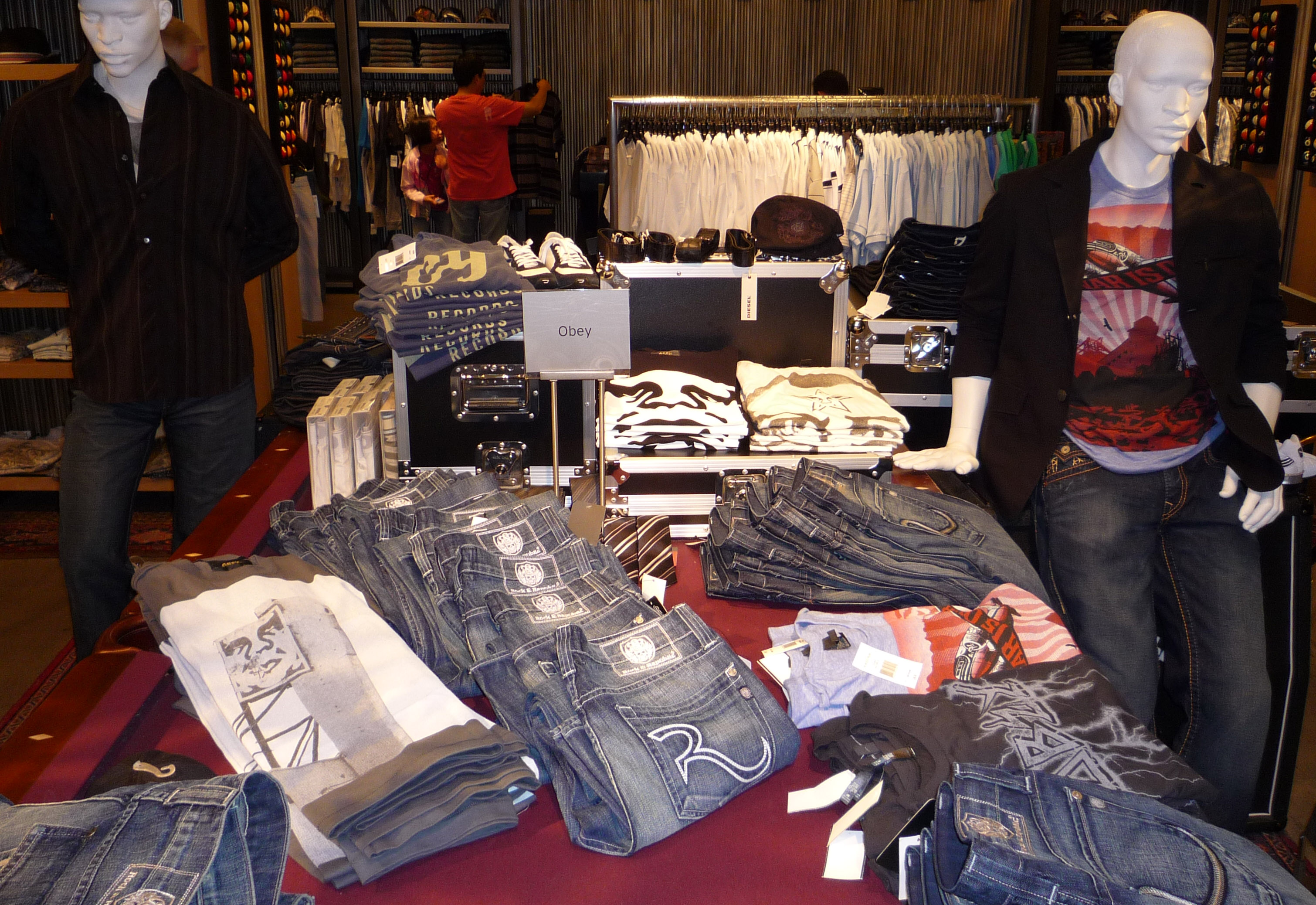
OBEY Giant clothing

Frank Shepard Fairey (* 15. Februar 1970 in Charleston, South Carolina) ist ein Street-Art-Künstler, Grafiker und Illustrator aus der Skateboard-Szene und wurde zunächst mit seiner André the Giant Has a Posse-Aufkleber-Kampagne bekannt. Er benutzt normalerweise nur seinen zweiten Vornamen und seinen Nachnamen.

## Leben und Arbeit
Shepard Fairey erfand 1989 die Aufkleberkampagne André the Giant Has a Posse, als er an der Rhode Island School of Design (RISD) studierte. Hieraus entwickelte sich die Obey Giant-Kampagne, die sich durch die Mitarbeit und Reproduktion der Aufkleber zu einer weltweiten Kampagne entwickelte. In einem Manifest, das Fairey 1990 verfasste, verbindet er seine Arbeit mit Martin Heideggers Konzept der Phänomenologie. Seine Obey-Kampagne benutzt verschiedene Zitate aus dem John-Carpenter-Film Sie leben!, unter anderem das „Obey“- sowie das „This is Your God“-Zitat. Als weitere Einflüsse auf die Obey-Kampagne gelten die feministische Konzeptkünstlerin Barbara Kruger und der Künstler Robbie Conal.
Fairey schloss die RISD 1992 mit einem Bachelor of Arts in Illustration ab. Danach gründete er in Providence, Rhode Island, eine kleine Druckerei mit dem Namen „Alternate Graphics“, die sich auf den Siebdruck von T-Shirts und Aufklebern spezialisierte. Während der Zeit in Providence lernte Fairey 1994 die amerikanische Filmemacherin Helen Stickler kennen, die ebenfalls die RISD besuchte und dort einen Abschluss in Filmbereich erlangte. Im Frühjahr 1995 stellte Stickler eine Kurzfilmdokumentation über Fairey und seine Kunst mit dem Titel André the Giant Has a Posse fertig. Der Film feierte 1995 auf dem New York Underground Film Festival Premiere. Er wurde ebenfalls auf dem Sundance Film Festival 1997 und auf über 70 weiteren Filmfestivals und in Museen weltweit gezeigt.
Shepard Fairey gründete 1997 zusammen mit Dave Kinsey und Phillip DeWollf die Designagentur BLK/MRKT, die sich auf Guerilla-Marketing und die Entwicklung von „high-impact marketing“-Kampagnen spezialisierte. Kunden waren unter anderem Pepsi, Hasbro und Netscape. Fairey verließ BLK/MRKT im Jahre 2003 und gründete seine eigene Agentur „Studio Number One“. Diese arbeitet unter anderem für Kunden wie Virgin, Adidas oder Nike. Fairey gründete 2001 das Modelabel „OBEY clothing“.
Im Jahre 2004 gründete Shepard Fairey zusammen mit Roger Gastman die Kunst- und Kulturzeitschrift Swindle Magazine. Im Juli 2006 wurde das Buch Supply and Demand: The Art of Shepard Fairey veröffentlicht. Einen größeren Auftritt hatte Fairey 2010 in der Street Art-Dokumentation Exit Through the Gift Shop des britischen Künstlers Banksy. 2013 beteiligte er sich am Urban Art Festival MAUS im Soho Málaga, Spanien.
Fairey schuf 2012 das Artwork für das Musikalbum Americana von Neil Young und der Band Crazy Horse. Ende 2014 arbeitete Fairey mit der New Yorker Indie-Rock-Band Interpol zusammen, indem er das Artwork des Albums El Pintor auf eine Wand an einem Haus in Williamsburg (North 7th Street Ecke Driggs Avenue) übertrug und eine Reihe von Drucken herstellte.
Shepard Fairey tritt auch als DJ unter den Namen „DJ Diabetic“ und „Emcee Insulin“ in Clubs auf. Er ist an Diabetes erkrankt. Fairey lebt zusammen mit seiner Frau und seinen Töchtern in Los Angeles.
Bei den Vorwahlen zur Präsidentschaftswahl in den Vereinigten Staaten 2016 unterstützte er den demokratischen Kandidaten Bernie Sanders.

## „Hope“-Plakat
Größere Bekanntheit erreichte Fairey im Zuge des Wahlkampfes während des US-Präsidentschaftswahlkampfs 2008 mit seinem ikonischen Plakat „HOPE“ für Barack Obama. Es ist Teil einer Posterserie, die Fairey zunächst in Eigenregie für die Obama-Kampagne entwarf. Das in den Nationalfarben rot, blau und weiß gehaltene, stilistisch an die Pop-Art erinnernde Poster entwickelte sich rasch zum bekanntesten Motiv der Obama-Wahlkampagne. Im Rahmen der Amtseinführung Obamas wurde es von der Smithsonian Institution erworben und ist in der National Portrait Gallery in Washington, D.C. ausgestellt. Das Plakat war Gegenstand eines Urheberrechtsstreites zwischen Fairey und der Nachrichtenagentur Associated Press. Associated Press beanspruchte die Bildrechte an einem als Vorlage für das Plakat dienenden Foto des AP-Fotografen Mannie Garcia, das Fairey eigenen Angaben zufolge über die Google Bildersuche fand. Im Januar 2011 einigten sich beide Seiten, die Rechte auf das „Hope“-Plakat zu teilen. Die finanziellen Details der Einigung blieben vertraulich. Fairey und Associated Press vereinbarten darüber hinaus eine zukünftige Zusammenarbeit, bei der der Künstler Fotos der Agentur benutzen wird.
2024 kreierte Fairey ein Poster „FORWARD“ (Vorwärts) für die amerikanische Präsidentschaftskandidatin Kamala Harris, im selben Stil wie und in Anlehnung an sein „HOPE“ Poster für Barack Obama.

## Plagiatsvorwürfe
Der Künstler Mark Vallen wirft Fairey Plagiate vor. In einer umfangreichen und detaillierten Kritik zeigt er diverse Beispiele für die Arbeiten von Shepard Fairey auf, die deutlich auf bereits existierenden Werken basieren. Vallen bemängelt, in Faireys Werken sei keine eigene Note erkennbar und auf Grund der Vertuschung der Ursprungsquelle würde der Betrachter wissentlich getäuscht.

## Fernsehauftritte
Im Jahr 2012 hatte Fairey einen Gastauftritt in der 23. Staffel der Zeichentrickserie Die Simpsons in der Episode Exit Through the Kwik-E-Mart (deutscher Titel El Barto), was auf den Film Exit Through the Gift Shop anspielt.

## Galerie

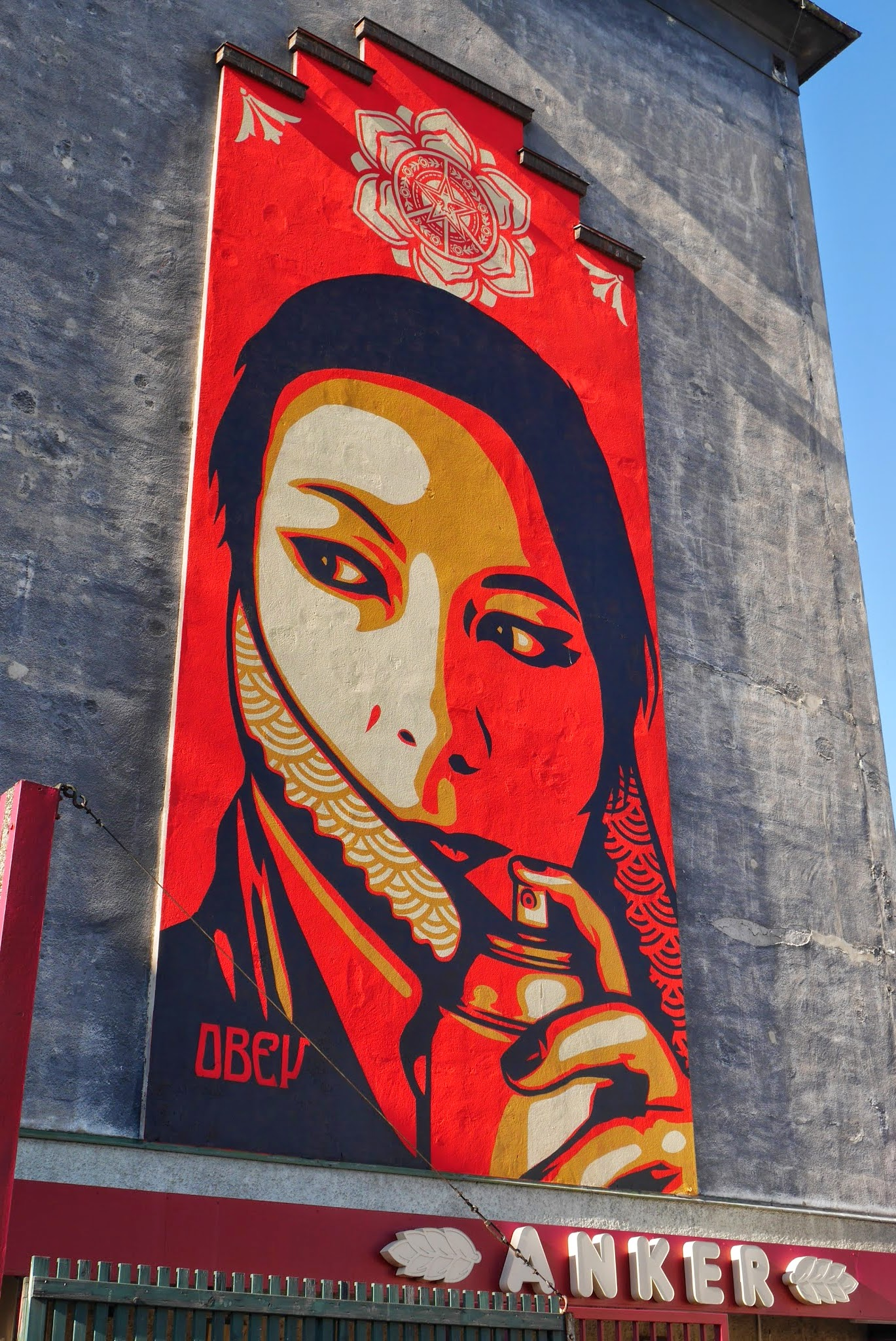
Streetart von Shepard Fairey, Wien Ankersolo, Absberggasse
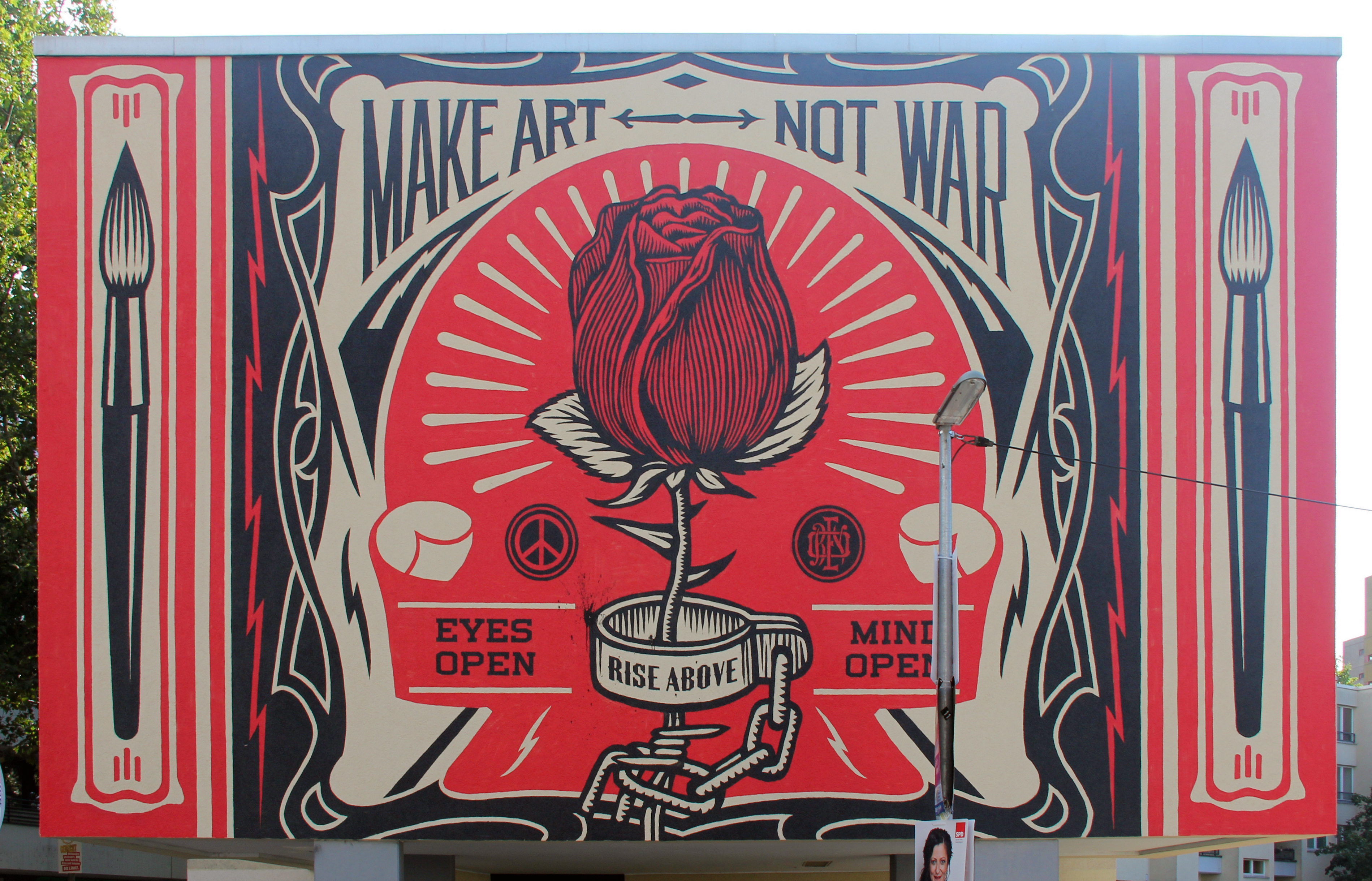
Make Art Not War, 2014, Berlin-Kreuzberg
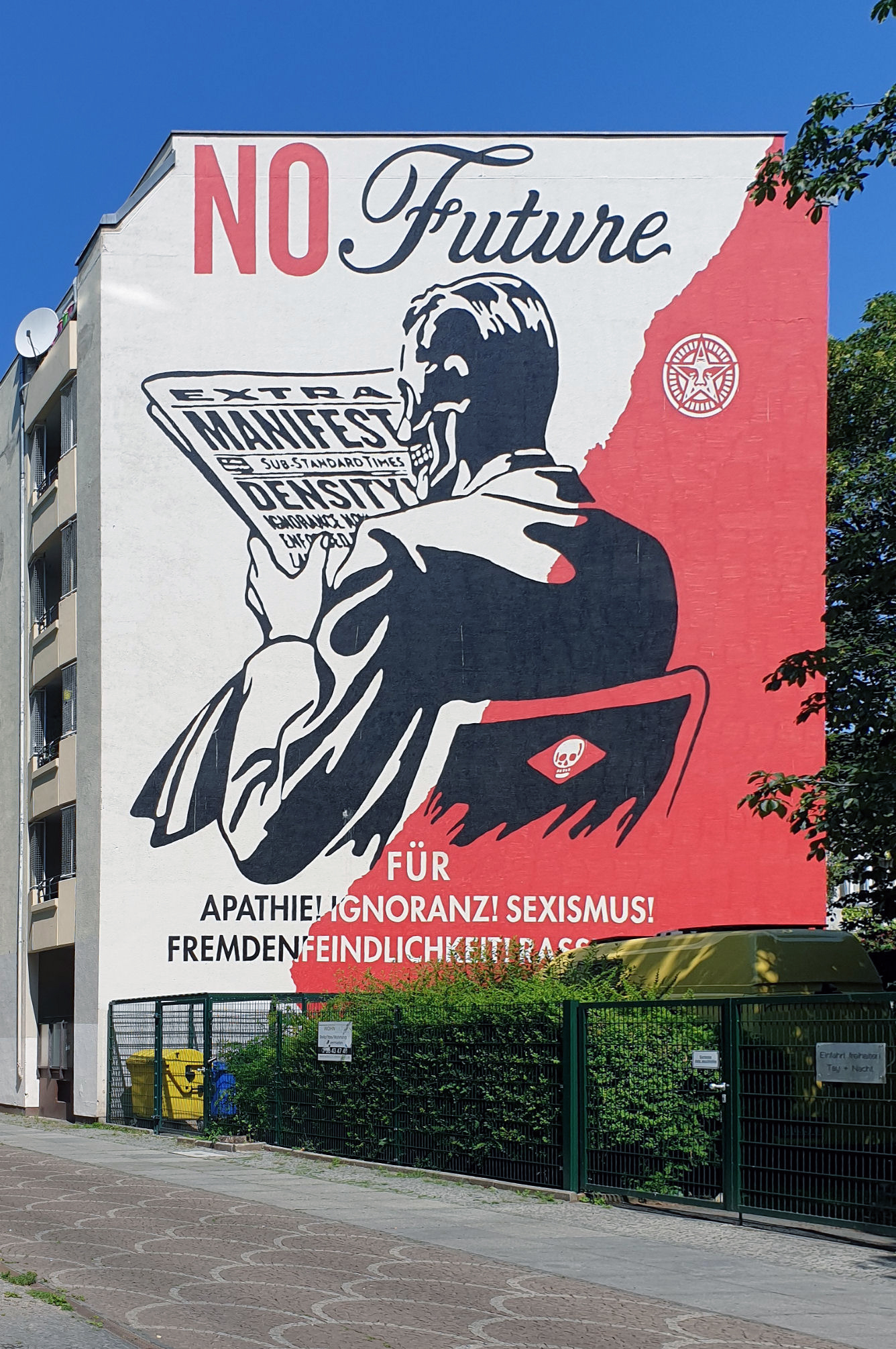
No Future, 2017, Berlin-Schöneberg
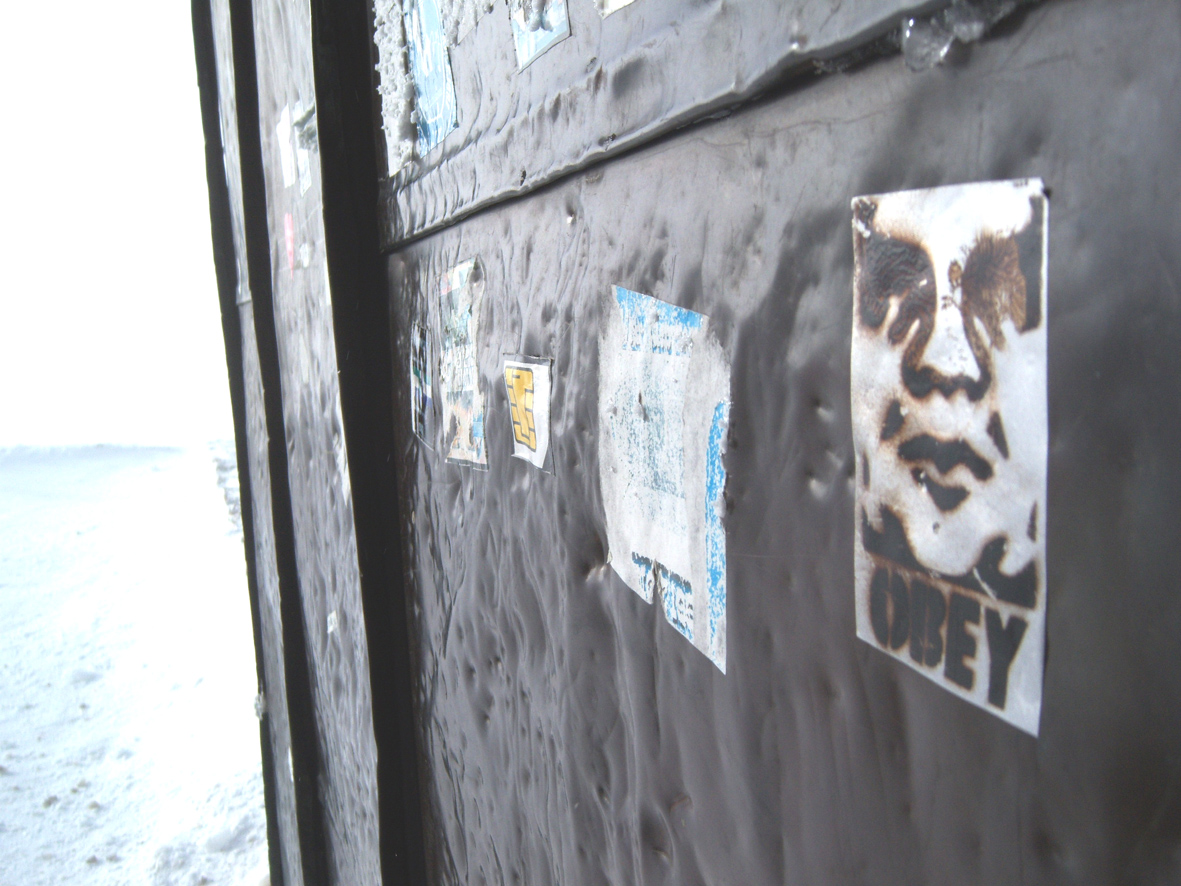
OBEY, oft von anderen Streetart-Künstlern aufgegriffen, ursprünglich entliehen aus dem Film Sie leben von John Carpenter
DOPE. Als Inspiration diente das HOPE-Poster, von Shepard Fairey für den Wahlkampf von Barack Obama. Künstler: Jeff Rankin

## Ausstellungen

### Einzelausstellungen (Auswahl)
- 2002: Overnight Delivery, BLK/MRKT Gallery, Culver City, CA
- 2002: Shepard Fairey, Kinsey/DesForges Gallery, Culver City, CA
- 2004: Obey, V1 Gallery, Kopenhagen
- 2004: Supply and Demand, Merry Karnowsky Gallery – LA, Los Angeles, CA
- 2005: Manufacturing Dissent, Merry Karnowsky Gallery – LA, Los Angeles, CA
- 2005: Shepard Fairey, Honolulu Museum of Art, Honolulu, HI
- 2006: Obey, Galerie Magda Danysz, Paris
- 2006: Rise Above, Merry Karnowsky Gallery – LA, Los Angeles, CA
- 2007: E Pluribus Venom, Jonathan LeVine Gallery, New York, NY
- 2007: Ninteeneightyfouria, Stolenspace Gallery, London
- 2007: Imperfect Union, Merry Karnowsky Gallery – LA, Los Angeles, CA
- 2009: Supply & Demand, ICA – Institute of Contemporary Art Boston, Boston, MA
- 2009: Shepard Fairey, National Portrait Gallery, Canberra, ACT
- 2009: Supply & Demand, The Andy Warhol Museum, Pittsburg, PA
- 2010: Supply and Demand, CAC – Cincinnati Contemporary Arts Center, Cincinnati, OH
- 2010: May Day, Deitch Projects – 76 Grand Street, New York, NY
- 2011: Revolutions – The Album Cover Art Of Shepard Fairey, Robert Berman Gallery, Santa Monica, CA
- 2016: Printed Matters, Galo Art Gallery, Turin, Italien
- 2017: Damaged, Library Street Collective, Los Angeles, CA
- 2018: Golden Future, Galerie Ernst Hilger, Wien, Österreich
- 2022: New Clear Power, Positive-Propaganda - Amuseum of Contemporary Art, München

### Gruppenausstellungen (Auswahl)
- 1999: Sticker Shock: Artists, ICA – Institute of Contemporary Art – University of Pennsylvania, Philadelphia, PA
- 2003: Beautiful Losers, CAC – Cincinnati Contemporary Arts Center, Cincinnati, OH
- 2004: Backjumps – The Live Issue #1, Kunstraum Kreuzberg/Bethanien, Berlin
- 2008: Under a Red Sky, Stolenspace Gallery, London
- 2009: The Art of Rebellion, Robert Berman Gallery, Santa Monica, CA
- 2009: Urban Art – Werke aus der Sammlung Reinking, Weserburg Museum für moderne Kunst, Bremen
- 2009: Viva la Revolucion: A Dialogue with the Urban Landscape, Museum of Contemporary Art San Diego – MCASD Downtown, San Diego, CA
- 2013: At home I’m a tourist: Colección de Selim Varol, CAC Centro de Arte Contemporáneo Málaga, Málaga
- 2014: The Insistent Image: Recurrent Motifs in the Art of Shepard Fairey and Jasper John, Halsey Institute of Contemporary Art, Charlotte, NC
- 2016: Victory is Peace - Shepard Fairey x NoNÅME, Positive-Propaganda e. V., München
- 2018: International Dealmaker - Shepard Fairey, Blu, Escif, NoNÅME, Positive-Propaganda e. V., München
- 2019: Knotenpunkt Festival, Affenfaust Galerie, Hamburg